# سولنچنو
سولنچنو (به لهستانی:  Sulęczyno) یک روستا در لهستان است که در گمینا سولنچنو واقع شده‌است. سولنچنو ۱٬۵۰۰ نفر جمعیت دارد.